# Bull Montana
Bull Montana (de son vrai nom, Luigi Montagna) né le 16 mai 1887 à Voghera (Italie), et mort le 24 janvier 1950 à Los Angeles (États-Unis), est un lutteur professionnel et un acteur italo-américain,,.

## Biographie
Montagna est né le 16 mai 1887 à Voghera, en Italie, et est venu aux États-Unis dans son enfance.
Il est devenu un lutteur professionnel sous le nom de Bull Montana. Il s'est tourné vers le cinéma en 1917, apparaissant d'abord aux côtés de son ami Douglas Fairbanks. En 1919, il apparut dans un rôle de méchant dans le chef d’œuvre de Maurice Tourneur Le Secret du bonheur (Victory) face à Lon Chaney. Parmi ses nombreux amis, il y avait Abraham Jacob Hollandersky, dit "The Newsboy", boxeur, lutteur et figurant au cinéma, qui a affirmé un jour que Montana lui avait offert de l'aider à financer son autobiographie en 1930.
Au début des années 1920, Montana combattait souvent avec son ami Jack Dempsey avant certains grands combats de Dempsey pour divertir la presse et les spectateurs.
Montana était un habitué au cinéma des rôles de voyous, de personnages peu sympathiques, et parfois même pas très humains (il incarne l'habitant simiesque des cavernes dans The Lost World en 1925, face à Wallace Beery dans le rôle du professeur Challenger (d'après l'œuvre d'Arthur Conan Doyle). Il a continué à tenir des petits rôles jusque dans les années 1930, notamment face à Buster Crabbe dans le serial de 1936 Flash Gordon. Comme beaucoup de "gueules musclées" du cinéma, Bull Montana était réputé pour être doux dans la vie réelle.
Il est mort le 24 janvier 1950 à Los Angeles, en Californie. Il est enterré dans le cimetière du Calvaire.

## Filmographie partielle
- 1918 : Une femme d'attaque (Fair Enough) d'Edward Sloman
- 1918 : Douglas a le sourire (He Comes Up Smiling) d'Allan Dwan
- 1918 : The Border Legion de T. Hayes Hunter
- 1919 : Sa Majesté Douglas (His Majesty, the American) de Joseph Henabery
- 1919 : Brass Buttons de Henry King
- 1919 : Le Secret du bonheur (Victory) de Maurice Tourneur
- 1919 : One-Thing-At-a-Time O'Day de John Ince
- 1919 : L'Express 330 (Easy to make Money) d'Edwin Carewe
- 1919 : Cauchemars et Superstitions (When the Clouds Roll By) de Victor Fleming
- 1920 : The Girl in Number 29 de John Ford
- 1920 : Hearts Are Trumps de Rex Ingram
- 1920 : Une poule mouillée (The Mollycoddle) de Victor Fleming
- 1920 : Le Système du Docteur Ox (Go and Get It) de Marshall Neilan et Henry Roberts Symonds
- 1920 : L'Île au trésor (Treasure Island) de Maurice Tourneur
- 1921 : La Guigne de Malec (Hard Luck) de Buster Keaton et Edward F. Cline
- 1921 : The Foolish Age de William A. Seiter
- 1922 : L'Étroit Mousquetaire (The Three Must-Get-Theres) de Max Linder
- 1922 : The Timber Queen de Fred Jackman
- 1923 : Les Deux Gosses (Jealous Husbands) de Maurice Tourneur
- 1924 : À travers la tempête (The Fire Patrol) de Hunt Stromberg
- 1924 : L'Amérique l'a échappé belle (Laughing at Danger) de James W. Horne
- 1925 : Le Monde perdu (The Lost World) de Harry O. Hoyt
- 1925 : Laughing Ladies de James W. Horne
- 1925 : The Uneasy Three de Leo McCarey
- 1925 : Une nuit de folie (Manhattan Madness) de John McDermott
- 1926 : Le Fils du cheik (The Son of the Sheik) de George Fitzmaurice
- 1926 : Stop, Look and Listen produit et réalisé par Larry Semon
- 1928 : Le Prince des cacahuètes (How to Handle Women) de William James Craft
- 1929 : La Tigresse (Tiger Rose) de George Fitzmaurice
- 1929 : The Show of Shows de John G. Adolfi
- 1935 : Palooka from Paducah de Charles Lamont
- 1937 : When's Your Birthday? de Harry Beaumont